# Milivoje Vitakić
Milivoje Vitakić (ur. 16 maja 1977 w Čačaku) – serbski piłkarz występujący na pozycji obrońcy. Obecnie jest zawodnikiem klubu Grenoble Foot 38.

## Kariera klubowa
Vitakić zawodową karierę rozpoczynał w 1995 roku w klubie Borac Čačak. W 1997 roku odszedł do zespołu Čukarički Stankom. W 1998 roku został graczem Crvenej zvezdy Belgrad. Spędził tam 6 lat. W tym czasie zdobył z klubem 3 mistrzostwa kraju (2000, 2001, 2004) oraz 4 Puchary kraju (1999, 2000, 2002, 2004).
W 2004 roku przeszedł do francuskiego Lille OSC. W Ligue 1 zadebiutował 14 sierpnia 2004 w przegranym 0:3 meczu z Olympique Marsylia. W 2005 roku wywalczył z klubem wicemistrzostwo Francji. W Lille Vitakić spędził 3 sezony. W tym czasie rozegrał tam 44 ligowe spotkania.
W 2007 roku odszedł do drugoligowego Grenoble Foot 38. Pierwszy ligowy mecz zaliczył tam 27 lipca 2007 przeciwko CS Sedan (0:0). W 2008 roku awansował z zespołem do Ligue 1.

## Kariera reprezentacyjna
Vitakić rozegrał 2 spotkania w reprezentacji Serbii i Czarnogóry. Zadebiutował 28 kwietnia 2004 w zremisowanym 1:1 meczu z Irlandią Północną. Po raz drugi zagrał w niej 13 października 2004 w wygranym 5:0 meczu eliminacji Mistrzostw Świata 2006 z San Marino.